# Alt 키

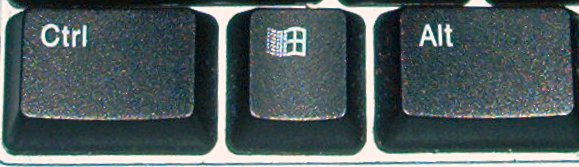
현대의 윈도 키보드에 존재하는 Alt키

컴퓨터 자판에서 Alt 키는 "alternative key"의 준말로 다른 누른 키의 기능을 대체하는 기능의 글쇠이다. 그러므로 Alt 키는 수정 키이며 Shift 키와 비슷하게 동작한다. 이를테면 단순히 A를 누르면 a라는 문자를 입력하지만 Alt 키와 A를 함께 누르면 컴퓨터가 Alt-A 기능을 수행하여 컴퓨터 프로그램이 이를 받아들인다. 또 이 기능은 프로그램마다 다르게 동작한다. 미국 자판이 아닌 레이아웃을 사용할 경우 이와 비슷한 AltGr(오른쪽 Alt) 키가 스페이스 바 오른쪽에 위치해 있는 것을 볼 수 있다. 이 키는 스페이스 바의 측면에 위치해 있다.
Alt 키는 옛 MIT 자판의 메타 키를 대체하기 위해 나왔다. 원래 기능은 Alt와 메타 둘다 기존의 키에 1만큼 더 높은 비트를 설정하는 것이었다. 이를테면 A는 01000001이지만 Alt-A는 11000001을 만들어 낸다. 그러나 현대의 소프트웨어에서는 국제화의 높은 비트의 요구에 따라 Alt는 더 이상 그러한 방식으로 동작하지 않는다.
Alt 키는 Control-Alt-Delete 키 조합의 일부로 잘 알려져 있으며 일부 운영 체제에서는 응답하지 않는 응용 프로그램을 중단하기 위해, 또는 컴퓨터를 다시 시작하기 위해 작업 관리자를 띄우게 할 수 있고, 또 어느 응용 프로그램, 프로세스가 실행되고 있는지를 확인할 수 있다.
잘 알려져 있는 다른 Alt 키 조합으로는 창을 닫기 위한 Alt-F4, 창 전환을 위한 Alt-Tab이 있다. 게다가 마이크로소프트 윈도우를 비롯한 대부분의 전통적인 GUI 환경에서 Alt는 풀다운 메뉴에 접근하는 데 이용한다.
동일한 키보드 레이아웃은 자판에서 Alt 키를 같은 키로 취급하지만 다른 키보드에서는 그렇지 않다.
매킨토시의 Alt, 곧 옵션 키는 국제 문자에 접근하는 데에도 이용하며 이는 다른 환경의 AltGr 키와 비슷하다.
Alt+= : 전반자 전환

## Alt 키를 다른 키로 쓰는 사례

### AltGr 키
미국을 제외한 대부분의 서양 국가에서는 자국의 IBM PC 호환기종용 표준 키보드에서 오른쪽 Alt 키를 AltGr이라는 키로 변형하여 사용한다.
한 편, 독일어 대안 자판인 네오(Neo) 2 자판에서는 오른쪽 Alt 키를 AltGr 키와 유사한 Ebene 4 키로 사용한다. 다만 윈도우에서의 소프트웨어적 처리 방식은 다르며, 왼손 쪽에도 이 키에 대응되는 키가 존재한다(AltGr 키#대안 자판 배열 참고).

### 옵션 키
IBM PC 호환기종용 키보드를 USB나 블루투스 등을 이용, 매킨토시에서 사용할 경우, Alt 키와 AltGr 키가 ⌥ Opt(Option) 키로 작동한다. 물론 그 역도 성립한다.
맥 OS X에서 ⌥ Opt 키의 실제 역할은 Alt 키보다는 AltGr 키에 가깝다.

### 대한민국의 키보드 배열

#### 한/영 키
마이크로소프트 윈도우 환경에서는 한국어 IME 사용 시 한/영 키와 한자 키를 각각 오른쪽 Alt 키와 오른쪽 Ctrl 키로 대신할 수 있다(자세한 설명은 언어 입력 키#한국어 키보드 참고). 이 경우 한국어 IME를 쓰는 상태에서는 오른쪽 Alt 키와 오른쪽 Ctrl은 본래의 기능을 상실하고 각각 한/영 전환과 한자 변환 키로 작동하게 된다. 단, 윈도에 복수의 IME를 설치해 놓았을 경우, 다른 IME가 활성화되었을 때에는 이러한 변경이 적용되지 않는다.
솔라리스에는 오른쪽 Alt 키가 Alt Graph(즉 AltGr) 키로 바뀌어 있다. 그런데 대한민국(한국어) 키보드에서는 이 키가 한/영 키로 쓰인다(자세한 내용은 언어 입력 키#한국어 키보드와 AltGr 키 참고).

#### 한자 키
구형 IBM PC 호환기종에서는 한자 변환 키를 오른쪽 Alt 키로 한 예가 있다. 그래서 한글 각인이 된 IBM 모델 M에서는 오른쪽 Ctrl 키가 한/영 키를 대신하는 키로서 각인돼 있다.

### 일본의 키보드 배열

#### 한자 키

AX 키보드 배열

AX 규격(AX architecture)은 과거 일본의 일부 PC 메이커들이 IBM PC 호환기종에 일본어 기능을 추가한 컴퓨터 규격 중 하나이다. 이 규격에 쓰이는 키보드를 AX 키보드라고 한다. 또 유사 규격으로 J-3100(또는 J3100) 키보드라는 게 존재하는데, AX 키보드에서 일본어 자판 특유의 無変換(무변환) 키와 変換(변환) 키를 제거하고, AX 키보드의 독자적인 AX 키의 각인을 없앤 것이다. AX와 J-3100 키보드는 현재 일본에서 일반적인 키보드 규격은 아니지만 아직도 윈도우에서 사용할 수 있다.

AX와 J-3100 키보드에서는 오른쪽 Alt 키와 오른쪽 Ctrl 키를 각각 일본어 환경 고유의 漢字(한자) 키와 英数 カナ(영수 가나) 키로 바뀐다. 이 중 漢字(한자) 키는 일반적인 영문 입력 모드와 일본어 입력 모드를 토글하는 키인데, 이것은 대한민국의 한/영 키와 유사하고 한자 키와는 역할이 다르다. 일본어 컴퓨터에서는 대개 가나 문자로 발음을 입력한 뒤 한자 등의 여러 문자로 변환하는 과정을 거치기 때문에 이 키의 이름이 ‘한자’인 것이다.

#### 가나 키
솔라리스에는 오른쪽 Alt 키가 Alt Graph(즉 AltGr) 키로 바뀌어 있다. 그런데 일본(일본어) 키보드에서는 이 키가 かな(가나) 또는 ローマ字／かな(로마자/가나) 키로 쓰인다(자세한 내용은 언어 입력 키#일본어 키보드와 AltGr 키 참고).

### 중국어권의 키보드 배열

#### 중/영 키
솔라리스에는 오른쪽 Alt 키가 Alt Graph(즉 AltGr) 키로 바뀌어 있다. 그런데 타이완(중화민국·중국어 번체) 키보드에서는 이 키가 中/英(중/영) 키로 쓰인다(자세한 내용은 언어 입력 키#중국어 키보드와 AltGr 키 참고).

## 같이 보기
- Control-Alt-Delete
- Control 키